# Амтсберг
Амтсберг (нім. Amtsberg) — громада в Німеччині, розташована в землі Саксонія. Входить до складу району Рудні Гори.
Площа — 23,23 км2. Населення становить 3676 ос. (станом на 31 грудня 2020).